# Studio Pachyderm
Le studio Pachyderm est un studio d'enregistrement situé à Cannon Falls, à une soixantaine de kilomètres au sud-est de Minneapolis dans le Minnesota. Ouvert en 1988 par Jim Nickel, Mark Walk et Eric S. Anderson au milieu de la forêt vierge, le bâtiment est conçu par Herb Bloomberg, un étudiant de Frank Lloyd Wright et l'acoustique est réalisée par Bret Theney, du studio Westlake. Il possède également la même console, une Neve 8068 comme aux Electric Lady Studios, et des machines d'enregistrement Studer. Les principaux ingénieurs du son du studio sont Brent Sigmeth, Zach Hollander et Andy Lindberg.

## Quelques albums enregistrés au studio Pachyderm
- Seamonsters – The Wedding Present (1991)
- Grave Dancers Union – Soul Asylum (1992)
- Hollywood Town Hall – The Jayhawks (1992)
- Fontanelle – Babes In Toyland (1992)
- In Utero – Nirvana (1993)
- Rid of Me – PJ Harvey (1993)
- Throwing Copper – Live (1994)
- Arise Therefore – Palace (1996)
- Rapture – Bradley Joseph (1997)
- From Here to Infirmary – Alkaline Trio (2001)
- The End of All Things to Come – Mudvayne (2002)
- Prog – The Bad Plus (2007)
- Armchair Apocrypha – Andrew Bird (2007)